# Burgstall Roschau
Der Burgstall Roschau ist eine abgegangene Spornburg nordwestlich von Roschau, heute ein Ortsteil der Gemeinde Theisseil im oberpfälzischen Landkreis Neustadt an der Waldnaab in Bayern. Die Anlage wird als Bodendenkmal unter der Aktennummer  	D-3-6239-0017 im Bayernatlas als „mittelalterlicher Burgstall“ geführt. 
Über diese Burg sind keine geschichtlichen oder archäologischen Informationen bekannt, sie wird grob als mittelalterlich datiert.
Der Burgstall liegt auf einem spornartigen Ausläufer eines leicht nach Westen geneigten Geländes zur Waldnaab. An der Spitze sind noch geringe Reste des Burgstalls erkennbar. Ursprünglich war er auf der Bergseite von einem zum Tal hin offenen Graben umgeben. Dessen Durchmesser beträgt in der Grabensohle etwa 20 m. Der Hügel ist vom angrenzenden Hof zur Materialgewinnung weitgehend abgegraben worden.